# Chiesa di Sant'Antonino Martire (Mendrisio)
La chiesa di Sant'Antonino martire è un edificio religioso che fonde elementi dell'architettura tardogotica e di quella barocca e che si trova a Mendrisio, nel quartiere di Besazio.

## Storia
La presenza di un insediamento di culto nella zona risale alla tarda epoca romana, come dimostra la necropoli e gli altri reperti trovati nel 1958 poco lontano dalla chiesa. Sulla collina dove oggi sorge la chiesa di Sant'Antonino si sarebbe trovato un tempio dedicato a Giove. La chiesa, documentata a partire dal 1579, a seguito della separazione dalla pieve di Riva San Vitale, risale probabilmente all'Alto Medioevo e verosimilmente al VII secolo. Il suo aspetto attuale, tuttavia, si deve per lo più alle modifiche effettuate fra il XVII e il XVIII secolo, quando la chiesa allora esistente, risalente al Basso Medioevo e tuttora in parte visibile, fu ampliata. Una delle colonne del portico risale al XIV secolo.